# Österreichische Ski-Meisterschaften 1949
Die Österreichischen Ski-Meisterschaften 1949 des Österreichischen Skiverbandes fanden vom 9. bis 13. Februar in Villach in Kärnten statt.
Es wurden sowohl die Meister in den alpinen (Herren, Damen) als auch in den nordischen Skiwettbewerben (Herren, Junioren) gekürt. Insgesamt hatten in beiden Sparten 250 Teilnehmer genannt. Die Wettkämpfe waren von Schneearmut geprägt, so dass die Villacher Organisatoren und Helfer große Mühe hatten wettbewerbstaugliche Rennstrecken herzurichten.

## Bewerbe

### Alpine Wettbewerbe
- Alpine Kombination aus Abfahrtslauf und Torlauf der Männer
- Alpine Kombination aus Abfahrtslauf und Torlauf der Frauen

Für die Ergebnisse in den alpinen Bewerben siehe die Seite Österreichische Alpine Skimeisterschaften 1949.

### Nordische Wettbewerbe
- Langlauf Männer 16 km
- 4 × 10 km – Staffel
- Nordische Kombination (Kombinations-Langlauf und Kombinations-Sprunglauf)
- Spezialspringen

## Programm
| Datum                   | Uhrzeit (MST)                    | Herren                                                   | Damen        |
| ----------------------- | -------------------------------- | -------------------------------------------------------- | ------------ |
| Mittwoch, 9. Februar    |                                  | Spezial- und Kombinationslanglauf 16 km (inkl. Junioren) |              |
| Donnerstag, 10. Februar |                                  | Abfahrtslauf                                             | Abfahrtslauf |
| Freitag, 11. Februar    |                                  | Torlauf                                                  | Torlauf      |
| Freitag, 11. Februar    | Sprunglauf Nordische Kombination |                                                          |              |
| Samstag, 12. Februar    |                                  | Langlaufstaffel 4 × 10 km                                |              |
| Sonntag, 13. Februar    |                                  | Spezial-Sprunglauf                                       |              |

## Ergebnisse der nordischen Bewerbe

### Langlauf
| Platz | Sportler                      | Verein      | Zeit            |
| ----- | ----------------------------- | ----------- | --------------- |
| 1     | Josef Gstrein Matthäus Noichl | Tirol Tirol | 1:05,00 1:10,03 |
| 2     | Karl Rafreider                | Tirol       | ?               |
| 3     | Fritz Krischan                | Steiermark  | ?               |

Datum: 9. Februar 1949
 Über den Langlaufmeister gibt es verschiedene Angaben. In der Siegerliste des Österreichischen Skiverbandes wird Josl Gstrein als Langlaufsieger geführt.
In der zeitgenössischen Quelle wird Gstrein in der Vorberichterstattung ausdrücklich als Favorit für den Langlauf genannt, beim Ergebnis wird hingegen Hias Noichl als Langlaufsieger angegeben während bei Gstrein darauf verwiesen wird, dass er die schnellste Zeit erzielt habe und damit die Kombinationswertung anführe. Daraus ließe sich ableiten, dass Gstrein damals nur für die Kombination genannt hatte und deshalb im Speziallanglauf nicht gewertet worden wäre.

### 4 × 10 km Staffellauf
| Platz | Staffel    | Sportler                                                           | Zeit    |
| ----- | ---------- | ------------------------------------------------------------------ | ------- |
| 1     | Tirol      | Matthäus Noichl – Paul Haslwanter – Karl Rafreider – Josef Gstrein | 2:45,29 |
| 2     | Salzburg   | Teilnehmer unbekannt                                               | 2:55,43 |
| 3     | Steiermark | Teilnehmer unbekannt                                               | 3:05,31 |

Datum:12. Februar 1949
 Streckenlänge: 4 × 10 km

### Spezial-Sprunglauf
| Platz | Sportler          | Verein             | Weite(n)      | Note  |
| ----- | ----------------- | ------------------ | ------------- | ----- |
| 1     | Paul Außerleitner | ASKÖ Bischofshofen | 65,5 / 66,0 m | 222,5 |
| 2     | Anton Wieser      | Skiklub Mühlbach   | 64,0 / 66,5 m | 218,3 |
| 3     | Walter Reinhardt  | ASKÖ Bischofshofen | 63,5 / 65,5   | 217,1 |

Datum:13. Februar 1949
 Nach dem 1. Sprung lag der Bradl-Schüler Hans Eder vom SK Mühlbach mit einer Weite von 66,0 m in Führung. Beim zweiten Sprung stürzte der Gasteiner jedoch bei einer Weite von 66,5 m und fiel in der Wertung zurück.

### Nordische Kombination
| Platz | Sportler        | Verein           | Punkte |
| ----- | --------------- | ---------------- | ------ |
| 1     | Josl Gstrein    | Tirol            | 448,3  |
| 2     | Hans Eder       | Skiklub Mühlbach | 434,6  |
| 3     | Paul Haslwanter | Tirol            | 420,38 |

Datum: 9. und 11. Februar 1949
 Den im Rahmen des Speziallanglaufs über 16 km durchgeführten Kombinationslauf entschied überlegen Josef Gstrein in der Zeit von
1:05,00 für sich. Gstrein erzielte damit eine bessere Zeit als der Langlaufsieger Noichl.
Den Kombinationssprunglauf gewann der Salzburger Hans Eder mit Sprüngen über 45,0 und 45,5 Meter.